# آنتونی لکونت
آنتونی لکونت (انگلیسی: Antony Lecointe؛ زادهٔ ۵ اکتبر ۱۹۸۰) بازیکن فوتبال اهل فرانسه است.